# Parc national de Lag Badana
Le parc national de Lag Badana (Bushbush National Park) est un parc national en Somalie situé à l'extrémité sud de la côte du pays ; il est limitrophe avec le Kenya. 

## Présentation
Le Lag Badana est le premier parc créé dans le pays. 
Dans la deuxième moitié des années 1980, le ministère du Tourisme, sous la direction de Siad Barre, veut faire des environs du parc le centre de l'industrie du tourisme, prenant acte de la proximité de récifs coralliens et d'îles qui sont considérés comme des leviers de développement.
En 1989, la législation est réécrite, créant parcs nationaux, réserves de chasse et réserves spéciales. À cette époque, la conservation de la faune était supervisée par le « National Range Agency », dépendant du ministère de l'Élevage, des Forêts et des Pâturages. Son département de la faune a mis en place une unité indépendante chargée de faire appliquer la loi, créée par décret présidentiel.
À la suite de l'explosion de la guerre civile en 1991, le développement du parc connaît un coup d'arrêt. En août 2014, le président Hassan Sheikh Mohamud fait appel à la jeunesse somalienne pour de nouveaux projets de développement. Parmi ceux-ci, il y avait la volonté de confier la direction du parc national à des directeurs jeunes avec pour but de renforcer la protection de l'environnement et les opportunités touristiques éventuelles.

## Habitat
La zone du Lag Badana contient plus de 200 espèces de plantes vasculaires dont 20 endémiques.